# Maciej Sulka
Maciej Sulka (ur. 21 lutego 1987 w Nowym Targu) – polski hokeista, reprezentant Polski.

## Kariera
- Orchard Lake St. Mary's (2004–2005)
- Podhale Nowy Targ (2005–2012)
- JKH GKS Jastrzębie (2012-2013)
- GKS Tychy (2013-2014)
- Podhale Nowy Targ (2014-2018)
- JKH GKS Jastrzębie (2018-2019)
- Podhale Nowy Targ (2019-2022)

Wychowanek Podhale Nowy Targ. Do 2008 roku występował na pozycji napastnika. Od września 2012 do kwietnia 2013 zawodnik JKH GKS Jastrzębie. Od sierpnia 2013 zawodnik GKS Tychy. Od maja 2014 ponownie zawodnik MMKS Podhale. W maju 2018 po raz drugi został zawodnikiem JKH. Po sezonie 2018/2019 odszedł z klubu. W czerwcu 2019 powrócił do Podhala. W sezonie 2020/2021 objął funkcję kapitana drużyny. Po sezonie 2021/2022 zakończył karierę.
Uczestniczył w turniejach mistrzostw świata juniorów do lat 18 edycji 2004, 2005, mistrzostw świata juniorów do lat 20 edycji 2007. Potem został reprezentantem kadry seniorskiej.

## Sukcesy
- Złoty medal mistrzostw Polski: 2007, 2010 z Podhalem Nowy Targ
- Puchar Polski: 2012, 2018 z JKH GKS Jastrzębie
- Srebrny medal mistrzostw Polski: 2013 z JKH GKS Jastrzębie, 2014 z GKS Tychy
- Brązowy medal mistrzostw Polski: 2015, 2016, 2018 z Podhalem Nowy Targ
- Finał Pucharu Polski: 2015 z Podhalem Nowy Targ